# Amaranthus hypochondriacus
Amaranthus hypochondriacus es una especie de planta ornamental y medicinal perteneciente a la familia de las amarantáceas.
En África y El Salvador, como otras especies de la familia Amaranthaceae, es una valorada fuente de alimentación.

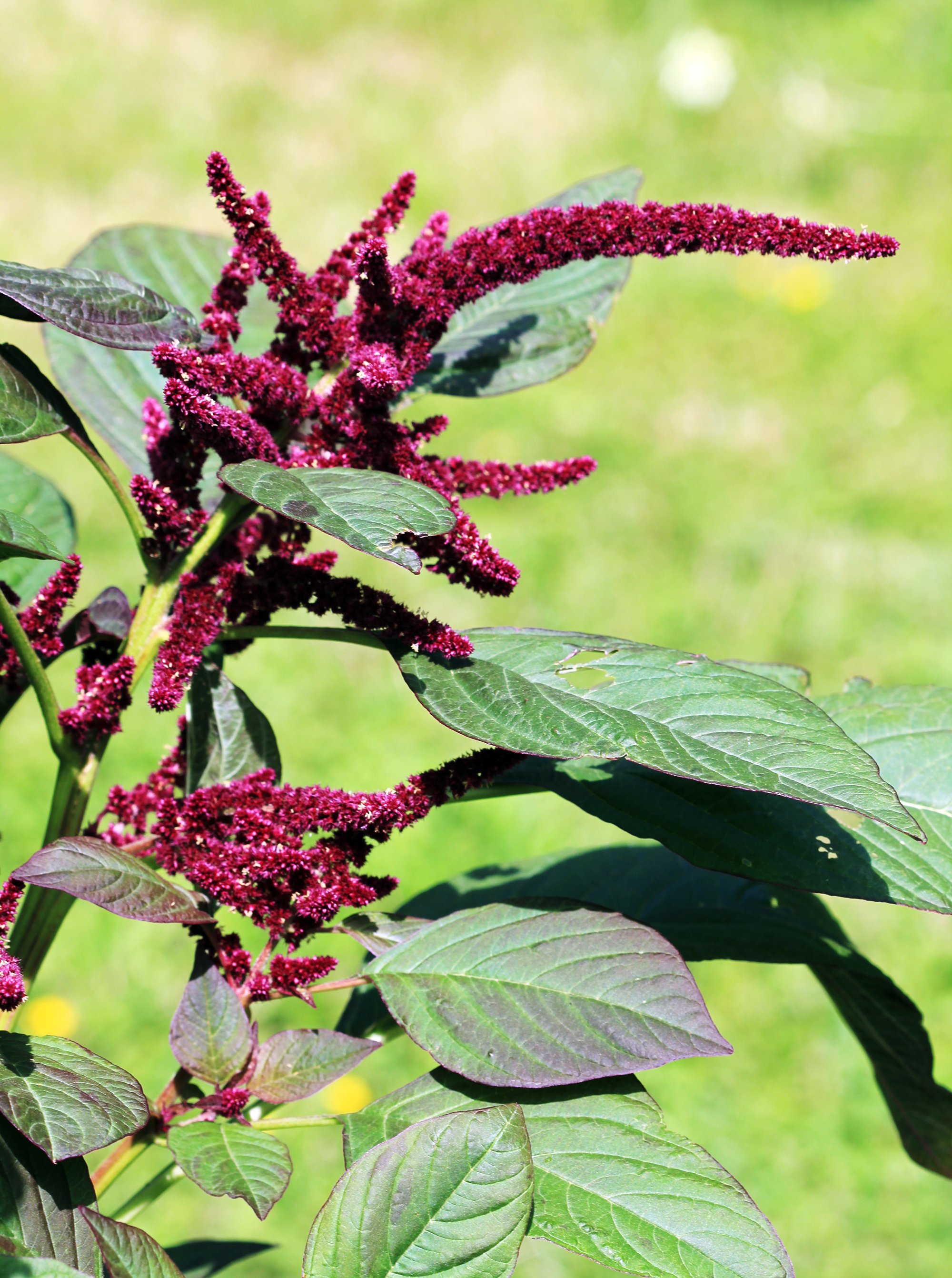
Inflorescencias

## Descripción
Planta monoica. Los tallos alcanzan un tamaño de 30-250 cm de largo, erectos o ascendentes, glabros o escasamente a moderadamente pubescentes y hacia la punta con poco visibles, pelos multicelulares, desarmados. Hojas largo pecioladas. Láminas foliares de 2-15 cm de largo, lanceoladas a ovadas o elípticas, estrechas o se reduce a una punta bruscamente o raramente con puntas romas, estrecha o cónica en la base, las superficies glabras o la superficie inferior escasamente pubescente. Las inflorescencias por lo general de color rojo o amarillo, verde brillante en su mayoría, con menos frecuencia, axilares y terminales, las inflorescencias axilares en espigas, la inflorescencia terminal generalmente en una panícula con espigas densas. Brácteas 2.6-3.4 mm de largo, casi tan largas como los frutos, lanceoladas a ovadas, se estrechan o se reducen a una punta puntiaguda, con un nervio central verde moderadamente grueso y ancho. Frutas de 2.0-2.4 mm de largo, con dehiscencia, la superficie lisa o finamente arrugada cuando está seca. Semillas de 1.0-1.3 mm de diámetro, la superficie pálido marrón oscuro a amarillo blanquecino comúnmente negro o menos. Tiene un número de cromosomas de 2 n = 32. De julio a octubre.
Esta especie se cultiva en el Valle de México en dos variedades: una que produce espigas moradas y en la que el borde de las hojas es ligeramente rosado, y otra con espigas de color verde claro y las hojas de color uniforme. Los climas más favorables para esta especie son el cálido o templado, con suelos húmedos, permeables y sueltos. Se encuentran en los estados de México, Durango, Jalisco, Sonora y Guerrero, y en algunos lugares del valle de México, principalmente en Tulyehualco.

## Distribución y hábitat
Es originario de México, donde es endémico, desde ahí se ha extendido a otras partes del mundo, crecen abundantemente en las zonas tropicales, especialmente de América, también en el norte de África, en Asia (India, Java) y en el sur de Europa.

## Historia
Los aztecas ya la conocían por su grano comestible. Moctezuma hacía pagar los impuestos en sacos de maíz y amaranto. También se usaba en rituales mágico-religiosos, por lo que los españoles prohibieron su cultivo aduciendo herejía, aunque esto escondiera finalidades puramente coloniales.

## Propiedades
Indicaciones: Astringente, regulador menstrual, tónico, diurético, demulcente. Para casos de menstruación excesiva, diarreas y disentería. Externamente se usa en lavados y gargarismos para aftas y ulceraciones bucales. Irrigaciones intravaginales en caso de leucorrea.
Se usan las hojas. Decocción de 50 g de hojas por litro de agua, como astringente por vía interna. Se puede hasta cuadruplicar la concentración para aplicación externa (gargarismos e irrigaciones).

## Taxonomía
Amaranthus hypochondriacus fue descrito por Carlos Linneo y publicado en Species Plantarum 2: 991. 1753.
Variedades
- Amaranthus hypochondriacus var. powellii (S.Watson) Pedersen

Etimología
Amaranthus: nombre genérico que procede del griego amaranthos, que significa "flor que no se marchita".
hypochondriacus: epíteto
Sinonimia
- Amaranthus flavus L.
- Amaranthus hybridus subsp. hypochondriacus (L.) Thell.
- Amaranthus hybridus var. erythrostachys Moq. in DC.
- Amaranthus hybridus auct.[7]
- Amaranthus anardana Buch.-Ham. ex Moq.
- Amaranthus atrosanguineus Moq.
- Amaranthus aureus Besser
- Amaranthus bernhardii Moq.
- Amaranthus frumentaceus Buch.-Ham. ex Roxb.
- Amaranthus hybridus Vell.
- Amaranthus hybridus f. hypochondriacus (L.) H.Rob.
- Amaranthus hybridus var. hypochondriacus (L.) H.Rob.
- Amaranthus hybridus var. leucocarpus (S.Watson) Hunz.
- Amaranthus leucocarpus S.Watson
- Amaranthus leucospermus S.Watson
- Amaranthus macrostachyus Mérat ex Moq.
- Amaranthus monstrosus Moq.[8]

## Nombres comunes
- En México: quelite, blero, alegría, amaranto, bledo,[3] y quintonil.[9][10]
- En El Salvador: blero
- En España: amaranto, moco de pavo.[7]
- En Argentina: yuyo colorado